# Vipperød Sogn
Vipperød Sogn blev dannet 27. november 2011 (1. søndag i advent) ved sammenlægning af de tre sogne Grandløse, Sønder Asmindrup og Ågerup. 
Alle 3 sogne havde hørt til Merløse Herred i Holbæk Amt. De 2 sognekommuner Sønder Asmindrup-Grandløse og Ågerup blev ved kommunalreformen i 1970 indlemmet i Holbæk Kommune.